# Edgeøya
Edgeøya ist die drittgrößte Insel des zu Norwegen gehörenden Svalbard-Archipels im Nordatlantik. Sie liegt östlich der Insel Spitzbergen (der Hauptinsel des Archipels), südlich der etwas kleineren Insel Barentsøya und nördlich der Insel Hopen. Edgeøya hat eine Fläche von 5074 km² und ist unbewohnt.

## Name
Die Insel ist benannt nach dem englischen Händler und Walfänger Thomas Edge (1587/88–1624).
Für Edgeøya wurde früher der Name Ost-Spitzbergen vorgeschlagen. Dies erfolgte jedoch vor dem Gebrauch des Namens West-Spitzbergen für die Hauptinsel des Archipels (zwischen 1925 und 1969), so dass es sich hierbei nicht um ein Antonym handelt.
Ebenfalls vorgeschlagen wurde der Name Südostland (Syd-Ost-Landet), quasi als Gegenüberstellung zum Nordostland, der zweitgrößten Insel.

## Klima
Wie auf dem gesamten Svalbard-Archipel ist das Klima der hohen geografischen Breite entsprechend hocharktisch. Bringt der Westspitzbergenstrom (der letzte nördliche Ausläufer des warmen Golfstroms) an den Westküsten Svalbards für arktische Verhältnisse noch relativ hohe Temperaturen und viel Niederschlag, so sorgt der kalte Ostspitzbergenstrom auf Edgeøya für sehr viel niedrigere Temperaturen und für Festeis auch in den Sommermonaten.

## Geologie
Die Insel ist aus einheitlichen Sedimenten der Trias aufgebaut. Dazu zählen Sandstein, Siltstein sowie Tonstein, welche in flachen Schelfmeeren und in Küstenbereichen abgelagert wurden. Die Lagerung ist weitgehend unverstellt erhalten, die Schichten liegen also mehr oder weniger horizontal. Stellenweise ist die Insel sehr fossilreich (vor allem Ammoniten), mitunter treten dünne Kohleflöze auf, die wirtschaftlich aber uninteressant sind.

## Landschaft
Die Landschaft Edgeøyas besteht zum großen Teil aus weitgestreckten Plateaulandschaften, Tafelbergen und weichen Hängen im Inland. Im Süden befinden sich die beiden rund 400 Meter hohen Tafelberge Kvalpynten und Negerpynten, die an der Südküste steil ins Meer abfallen. Die Vergletscherung ist auf Edgeøya nicht so ausgeprägt wie in anderen Teilen Svalbards mit mehr Niederschlag und beschränkt sich zum Großteil auf Inlandeis. Die größte Eiskappe, Edgeøyjøkulen mit 1365 km², bedeckt den gesamten Südosten und stößt an der Ostküste auf breiter Front als Stonebreen ins Meer vor.

## Flora und Fauna
Trotz der lebensfeindlichen Bedingungen ist die Insel recht artenreich. Es gibt eine Reihe von Steinbrech- und Hahnenfußarten, Scheuchzers Wollgras und andere Pflanzenarten. Auch Pilze gibt es in großen Mengen. Vor allem Dreizehenmöwen brüten auf schmalen Simsen von Felsen, an Säugetieren gibt es den Polarfuchs, den Eisbären und das Spitzbergen-Ren.

## Geschichte
Auf Edgeøya gibt es noch heute Überreste von Hütten der Pomoren, die wahrscheinlich schon im 16. Jahrhundert nach Spitzbergen kamen. Norwegische Trapper überwinterten ab 1894 auf der Insel. Zwischen 1899 und 1902 befand sich eine schwedisch-russische Gradmessungsexpedition auf der Insel. Auch Überreste alter englischer Walfangstationen sind noch erhalten. 1968–1969 führten niederländische Wissenschaftler biologische Untersuchungen auf der Insel durch.

## Südost-Svalbard-Naturreservat
Edgeøya befindet sich vollständig im Südost-Svalbard-Naturreservat. Es ist dort jeglicher technischer Eingriff (Bau von Gebäuden, Betrieb von Bergwerken usw.), jegliches Hinterlassen von Abfall, sowie jegliche Störung oder Einführung von Tieren und Pflanzen verboten. Zusätzlich darf das Land nicht mit motorisierten Fahrzeugen befahren werden.
Der Sysselmann kann außerdem Gebiete für Besucher völlig sperren.